# Servoy
Servoy (llamada oficialmente Santa María de Servoi) es una parroquia y un lugar español del municipio de Castrelo del Valle, en la provincia de Orense, Galicia.

## Organización territorial
La parroquia está formada por cuatro entidades de población:
- Fontefría
- San Paio
- Servoi
- Vilar

## Demografía

### Parroquia
| Gráfica de evolución demográfica de Servoy (parroquia) entre 2000 y 2022 |
|                                                                          |
| Datos según el nomenclátor publicado por el INE.                         |

### Lugar
| Gráfica de evolución demográfica de Servoi (lugar) entre 2000 y 2022 |
|                                                                      |
| Datos según el nomenclátor publicado por el INE.                     |